# Diego Macías
Diego Yael Macías Torres (ur. 24 grudnia 2002) – meksykański zapaśnik walczący w stylu klasycznym. Srebrny medalista mistrzostw panamerykańskich w 2025 i brązowy w 2024. 
Trzeci na igrzyskach panamerykańskich młodzieży w 2021, a także na mistrzostwach panamerykańskich U-23 w 2024 i 2025, i w grupie juniorów juniorów w 2022 i wśród kadetów w 2019 roku.